# Pilactium summersi
Pilactium summersi är en skalbaggsart som beskrevs av Albert A. Grigarick och Schuster 1970. Pilactium summersi ingår i släktet Pilactium och familjen kortvingar. Inga underarter finns listade i Catalogue of Life.